# Altamira, Colombia
Altamira är en ort i Colombia.   Den ligger i departementet Huila, i den centrala delen av landet, 300 km sydväst om huvudstaden Bogotá. Altamira ligger 1 039 meter över havet och antalet invånare är 2 123.
Terrängen runt Altamira är kuperad, och sluttar norrut. Runt Altamira är det ganska glesbefolkat, med 28 invånare per kvadratkilometer. Närmaste större samhälle är Timaná, 18,9 km sydväst om Altamira. Omgivningarna runt Altamira är huvudsakligen savann.